# Lady Chatterley's Lover
O Amante de Lady Chatterley (Lady Chatterley's Lover no título original em inglês) é uma novela escrita por D. H. Lawrence em 1928. Impresso confidencialmente em Florença em 1928, não foi impresso no Reino Unido até 1960. A publicação do livro causou um escândalo devido a suas cenas explícitas de sexo. Lawrence fêz alterações significativas no manuscrito original a fim de torná-lo mais aceitável aos leitores. Foi publicado em três versões diferentes. 
Diz-se que a história foi baseada nos eventos infelizes da vida doméstica do próprio Lawrence,[carece de fontes?] e que a inspiração para a "locação" do livro foi Ilkeston,[carece de fontes?] em Derbyshire, onde ele viveu por um tempo.
Referencias culturais:
•Na Série As Telefonistas que se passa nos anos 20, é lido por Magda na terceira temporada. 
•No Filme O Leitor que se passa nos anos 30, o protagonista lê esse livro.
•Na Novela da globo Anos Dourados que se passa nos anos 50, Marcos lê o livro e sua mãe também.

## Adaptação cinematográfica
O Amante de Júlia, uma adaptação cinematográfica do romance, teve sua produção iniciada em 2 de outubro de 2020, no Brasil . O filme, que foi dirigido por Vinicius Coimbra, é estrelado por Bianca Bin , Rômulo Estrela, Sérgio Guizé, Fernanda Rodrigues, Luisa Arraes, Mel Lisboa, Priscila Steinman e Lu Grimaldi. 